# Clary (namn)
Clary är en engelsk form av det latinska kvinnonamnet Clara som betyder klar, ljus. Det äldsta belägget i Sverige är från år 1814.
Den 31 december 2014 fanns det totalt 1 878 kvinnor folkbokförda i Sverige med namnet Clary, varav 889 bar det som tilltalsnamn.
Namnsdag: saknas (1986-2000: 12 augusti)

## Personer med namnet Clary
- Clary Morales, svensk sångerska